# Кабанов, Игорь Александрович
И́горь Алекса́ндрович Каба́нов (1 ноября 1933 — 13 февраля 2010) — советский тренер по фигурному катанию, спортивный функционер. Заслуженный тренер РСФСР, судья международной категории, Заслуженный работник физической культуры Российской Федерации (1999).

## Биография
Фигурным катанием начал заниматься в 1951 году на Стадионе Юных Пионеров (Москва). Затем, работал там же тренером, преимущественно тренировал детей. После, получил предложение работать в Спорткомитете и передал своих учеников Татьяне Тарасовой.
В 1966 году окончил Всесоюзный заочный юридический институт.
С 1969 по 1983 годы являлся старшим тренером сборной СССР, в том числе, на зимних Олимпийских играх 1972, 1976 и 1980 годов.
С 1985 по 2002 годы — старший тренер сборной СССР (с 1992 года — России). В том числе — тренер сборной на зимних Олимпийских играх 1988, 1992, 1994, 1998 и 2002 годов.
В 1994—2002 годах был членом президиума и председателем тренерского совета Федерации фигурного катания России.
С 2001 по 2010 — исполнительный директор Федерации фигурного катания на коньках и танцев на льду Москвы.
Скончался в феврале 2010 года в возрасте 76 лет.

## Воспитанники
Кабанов был первым тренером олимпийских чемпионов Натальи Линичук и Геннадия Карпоносова, чемпионов мира Ирины Моисеевой и Андрея Миненкова и других.